# Histoire de l'État de Washington

Drapeau du Washington

L’histoire de l'État de Washington comprend des milliers d'années d'histoire amérindienne, avant que les Européens et les Américains n'arrivent et commencent à revendiquer ce territoire. La région faisait partie du Territoire de l'Oregon de 1848 à 1853, après quoi elle a été séparée de l'Oregon et a établi que le Territoire de Washington. En 1889, Washington est devenu le 42e État des États-Unis.

## État

### Massacre de Centralia
En 1919, le jour anniversaire de l'armistice, l'American Legion attaqua le siège des Industrial Workers of the World — syndicat pacifiste, qui s'était notamment opposé à la Première Guerre mondiale — dans l’État de Washington. Six personnes sont tuées dans la fusillade, parmi lesquelles l'un des chefs des assaillants. Le syndicaliste Wesley Everest est arrêté, mais le soir même, des membres de la Legion attaquent la prison, le castrent puis le pendent.
Aucun de ses assassins n'est inquiété par la justice, mais onze syndicalistes passent en jugement pour les morts provoquées par l'assaut sur le siège de leur organisation. Le juge pesa de tout son poids sur le jury, allant jusqu'à déclarer inacceptable un premier jugement de clémence. Le jury condamna finalement les onze syndicalistes à des peines allant de 25 à 40 ans de prison. Les témoins de la défense, venus dire que les membres de la Legion avaient tiré les premiers, sont condamnés pour faux témoignage. Quatre ans plus tard, neuf des jurés reconnurent avoir fait l'objet de pressions de la part des patrons du trust du bois.